# Dilara Horuz
Dilara Horuz (Amsterdam, 7 september 1994) is een Nederlands zangeres en actrice met een Turkse achtergrond.
Dilara werd bekend door haar deelname met de groep RReaDY (later ReaDY) aan het Junior Songfestival 2008 waar ze in de finale de tweede plaats behaalde. Ook sprak Horuz van 2008 tot 2013 de stem van Carly Shay in in de comedyserie iCarly. Horuz speelt sinds 2012 de rol van Meral Daldal in SpangaS. Sinds 2014 spreekt Dilara de stem van Yagmur in in de serie Lena & Cem.